# マジェスティック (戦列艦)
マジェスティック（HMS Majestic）は、ウィリアム・ベートリー設計のカナダ級74門3等戦列艦。1785年12月11日にデットフォードで進水した。